# USS Pittsburgh (CA-72)
El USS Pittsburgh (CA-72) de la Armada de los Estados Unidos fue un crucero pesado de la clase Baltimore. Fue puesto en gradas en 1943, botado en febrero de 1944 y asignado en octubre de 1944. Fue dado de baja en 1947 y vuelto a comisión de 1951 a 1956.

## Construcción
Construido por Bethlehem Steel de Quincy, Massachusetts, fue puesto en gradas el 3 de febrero de 1943, botado el 22 de febrero de 1944 y asignado el 10 de octubre del mismo año.

## Historia de servicio

### II Guerra Mundial
Durante la guerra el USS Pittsburgh cumplió misiones en el Pacífico. En febrero de 1945 (en task group TG 58.2) participó del asalto a Iwo Jima cumpliendo bombardeo de costa.
El 19 de marzo acudió en socorro del portaaviones USS Franklin rescatando treinta y cuatro tripulantes. Posteriormente remolcó al portaaviones poniéndolo a salvo en una tarea junto al crucero ligero USS Santa Fe.
El 27 de abril participó del asalto a Okinawa, rechazando aviones enemigos y enviando sus aviones de observación para rescate de aviadores derribados.
El USS Pittsburgh entró a reparaciones en Puget Sound Navy Yard el 24 de junio permaneciendo hasta el final de la guerra. Pasó a reserva en 1946 y fue descomisionado en 1947.

### Guerra de Corea
Fue re-comisionado en 1951 por la guerra de Corea y realizó navegaciones junto a la Sexta Flota y la Séptima Flota. En 1954 estuvo en las Islas Dachen y embarcó civiles evacuados de China nacionalista. Finalmente pasó a reserva y fue de baja en 1956.